# Piatra Neamț
Piatra Neamț is een stad in het noordoosten van Roemenië. Het is de hoofdstad van het district Neamț, dat tot het landsdeel Moldavië behoort.

## Ligging
Piatra Neamț ligt aan de rivier de Bistrița en wordt omringd door de bergen Pietricica (590 m), Cozla (679 m), Cernegura (852 m), Bâtca Doamnei (462 m) en Cârloman (617 m). De stad ligt op een gemiddelde hoogte van 345 m.

## Geschiedenis
Het gebied rond Piatra Neamț wordt al bewoond sinds de oude steentijd. De stad ontstond op een strategische plek aan de Bistrița, waar zich 1500 jaar eerder de Dacische nederzetting Petrodava had bevonden. De stad werd in 1395 voor het eerst genoemd als villa Karachonkw. In het Roemeens zou de stad lange tijd Piatra lui Crăciun heten. Het naamelement Piatra verwijst naar de Pietricica, de rotsachtige berg die de stad domineert.
Onder koning Stefanus de Grote werd tussen 1468 en 1475 in Piatra Neamț een koninklijk hof (Curtea Domneasca) gebouwd. Uit zijn regeerperiode dateren ook de Kerk van de Geboorte van Johannes de Doper (Biserica Nașterea Sf. Ioan Botezătorul), die in 1498 werd voltooid, met de 20 m hoge vrijstaande Stefanustoren (Turnul lui Ștefan) uit 1499, die naar de koning is genoemd.
In 1841 werd in Piatra Neamț door Gheorghe Asachi de eerste papierfabriek van Moldavië gesticht, hoewel deze onderneming in het nog nauwelijks geïndustrialiseerde vorstendom niet lang bleef bestaan. Pas veel later kwam er textielindustrie. In 1885 kreeg Piatra Neamț door een verbinding met Bacău aansluiting op het Roemeense spoorwegnet.
Piatra Neamț had een omvangrijke Joodse gemeenschap, die onder meer de schilder Victor Brauner voortbracht. In 1930 waren 7.595 van de 30.650 inwoners Joods. Na de vervolging voor en tijdens de Tweede Wereldoorlog en de emigratie die erop volgde, was daarvan nog maar een klein deel over. Anno 2011 zijn er nog twee synagoges in de stad, waaronder een monumentale houten en gedeeltelijk ondergronds gelegen synagoge uit 1766.
Na de Tweede Wereldoorlog maakte de stad een forse groei door. De industrie werd vooral geconcentreerd in de satellietstad Săvinești, waar een groot chemiecomplex staat.
Het toerisme in de stad kreeg in 2008 een impuls met de ingebruikneming van een gondelbaan naar de Cozla, waar zich een skigebied bevindt.

## Bevolking
- 1977: 77.812
- 1992: 123.360
- 2002: 104.914

## Cultuur
In Piatra Neamț wordt vanuit het Teatrul Tinerutului (Jeugdtheater) het oudste theaterfestival van Roemenië georganiseerd: in 2010 vond de 25ste editie plaats.
Het kunst- en cultuurcentrum Carmen Saeculare organiseert het jaarlijkse muziekfestival Vacanțe Muzicale (muzikale vakantie) en onderhoudt een kunstschool.
De districtsbibliotheek (Biblioteca Județeană) draagt de naam van de folklorist G. T. Kirileanu.

## Musea
Piatra Neamț heeft vijf belangrijke musea: een in 1980 opgericht kunstmuseum (Muzeul de Artă), een etnografisch museum (Muzeul de Etnografie), een natuurwetenschappelijk museum (Muzeul de Științe Naturale), een historisch-oudheidkundig museum (Muzeul de Istorie și Arheologie) en een museum dat gewijd is aan de laatneolithische Cucutenicultuur.

## Verkeer
Piatra Neamț ligt ongeveer 350 km ten noorden van de hoofdstad Boekarest. Het dichtstbijzijnde vliegveld ligt in Bacău, ongeveer 60 km ten zuiden van Piatra Neamț. Piatra Neamț is een belangrijke halte aan spoorlijn 509, die de Bistrița volgt en in Bacău aansluit op de verbindingen naar Boekarest en Iași.
De stad ligt aan de nationale weg DN15, die parallel loopt aan genoemde spoorlijn en eveneens in Bacău aansluiting geeft richting Boekarest. De DN15D vanuit Roman in het oosten en de DN15C vanuit Târgu Neamț in het noorden eindigen in Piatra Neamț.

## Sport
Piatra Neamț is de thuisbasis van de voetbalclub Ceahlăul Piatra Neamț. Hoogtepunt van deze club was het UEFA Intertoto Cup-toernooi in 1999, toen de ploeg in de vierde ronde in twee wedstrijden door Juventus werd uitgeschakeld. In het seizoen 2011/12 komt de club in de Liga 1 uit.
Het mannenteam van HCM Piatra Neamț (voorheen Fibrex Săvinești) is drievoudig Roemeens handbalkampioen en tweevoudig bekerwinnaar. Het vrouwenhandbalteam heet CV Unic Piatra Neamț.
Piatra Neamț is de woonplaats van Constantin "Ticu" Lăcătușu, de eerste Roemeense alpinist die de top van de Mount Everest heeft bereikt.

## Media
In Piatra Neamț verschijnen twee plaatselijke dagbladen: de Monitorul de Neamț en de Ziarul Ceahlăul. Ook zijn er verschillende tv- en radiostations.

## Partnersteden
- Roanne (Frankrijk, sinds 1992)
- Villerest (Frankrijk, sinds 1992)
- Riorges (Frankrijk, sinds 1992)
- Alpharetta (Georgia, Verenigde Staten, sinds 1994)
- Hlybotsa (Oekraïne, sinds 1992)
- Orhei (Moldavië, sinds 1999)
- Kirjat Malachi (Israël, sinds 1994)
- Lod (Israël, sinds 1994)
- Beinasco (Italië, sinds 2001)
- Manilva (Spanje, sinds 2002)
- Bergama (Turkije, sinds 2007)

## Beroemde inwoners
- Victor Brauner (1903-1966), schilder
- Harry Brauner (1908-1988), etnomusicoloog en hoogleraar
- Iulia Hălăucescu, schilder
- Calistrat Hogaș, schrijver
- Constantin Lăcătușu, bergbeklimmer
- Bogdan Țărus, atleet
- Mihai Trăistariu, zanger